# Trish Clowes
Trish Clowes (* 11. Mai 1984 in Shrewsbury, Shropshire) ist eine britische Jazzmusikerin (Tenorsaxophon, Sopransaxophon, Komposition). Laut dem britischen The Guardian ist sie „eine der agilsten und originellsten Jongleurinnen von Improvisation und abenteuerlicher Komposition.“

## Leben und Wirken
Clowes wuchs in Shrewsbury, Shropshire auf und zog 2003 nach London, um an der Royal Academy of Music zu studieren – später wurde sie als Associate der Royal Academy of Music (2013) geehrt. Von 2012 bis 2014 war Clowes Künstlerín in der Sendung BBC Radio 3 New Generation und während dieser Zeit wurde sie von BBC Radio 3 beauftragt, für das BBC Concert Orchestra zu schreiben, ein Stück, das ihr 2015 einen BBC British Composer Award einbrachte, der in diesem Jahr erstmalig verliehen wurde.
Die Musikerin erreichte 2020 den PhD (Doktorgrad) in musikalischer Komposition an der Birmingham City University (Royal Birmingham Conservatoire). Ihr Forschungsprojekt konzentrierte sich auf die Aktivitäten ihres neuen Musikfestivals Emulsion; sie erforschte kollektive Praxis und Publikumsinteraktion durch ihre Kompositionen. Clowes unterrichtet regelmäßig an der Guildhall School of Music and Drama, der Royal Academy of Music und dem Royal Birmingham Conservatoire.
Seit den 2010er-Jahren hat Clowes auch für Ensembles wie die London Sinfonietta komponiert. Daneben legte sie – nach ihrem Debütalbum Tangent (2010), u. a. mit Chris Montague, Calum Gourlay, James Maddren – eine Reihe von Alben unter eigenem Namen vor, die bis 2019 beim Londoner Jazz-Independent-Label Basho Records erschienen.
Zu Clowes Quartett My Iris, das seit dem gleichnamigen Album aus 2016 in unveränderter Besetzung spielt, gehört neben Gitarrist Montague und Drummer Madden der Pianist und Hammond-Organist Ross Stanley. Die Band kommt nach dem Weggang von Calum Gourlay ohne Bassist aus. Andy Robson beschrieb in der Jazzzeitschrift Jazzwise A View with a Room, das erste Album für das US-Label Greenleaf Music 2022 als „without sentimentality, but with much craft and no little passion“ („ohne Gefühlsduselei, mit viel Können und Leidenschaft“) über die schwierigen Corona-Zeiten entstanden und gab die Höchstbewertung (fünf Sterne). John Fordham urteilte im Guardian, A View with a Room (2022) sei „eine verträumte Mischung aus Struktur und eklektischer Improvisation“.
Im November 2024 präsentierte Clowes gemeinsam mit der NDR-Bigband ihr Programm Radiant Resistance in Hannover und Hamburg.

## Diskografische Hinweise
- 2010: Tangent (Basho Records)
- 2012: And In The Night-Time She Is There (Basho)
- 2014: Pocket Compass (Basho)
- 2016: My Iris (Basho)
- 2019: Ninety Degrees Gravity (Basho)
- 2022: A View with a Room (Greenleaf Music)
- 2024: Journey to Where (Stoney Lane Records)